# منطقه تاراپاکا
۲۰°۱۷′ جنوبی ۶۹°۲۰′ غربی / ۲۰٫۲۸۳°جنوبی ۶۹٫۳۳۳°غربی
منطقه تاراپاکا (به اسپانیایی: Tarapacá Region) یک سکونتگاه مسکونی در شیلی است که در شیلی واقع شده‌است.

## خصوصیات
منطقه تاراپاکا ۲۹۵٬۰۹۵ نفر جمعیت دارد.